# Diplodina acerina
Diplodina acerina är en svampart som först beskrevs av Giovanni Passerini, och fick sitt nu gällande namn av B. Sutton 1980. Diplodina acerina ingår i släktet Diplodina och familjen Gnomoniaceae.   Inga underarter finns listade i Catalogue of Life.